# Else Heiberg
Else Cathrine Heiberg, född 5 november 1910 i Kragerø, död 1972 i Oslo, var en norsk skådespelare. 
Hedberg är syster till skådespelaren Kirsten Heiberg. Hon debuterade i Bergen på Den Nationale Scene år 1934. Senare spelade hon bland annat vid Nationaltheatret, Centralteateret och Folketeatret i Oslo och vid Trøndelag Teater i Trondheim. Hennes första långfilm var Morderen uten ansikt (1936). På 1960-talet spelade hon också i Vildanden (1963) och Det største spillet (1967).

## Filmografi (urval)
- 1936 – Morderen uten ansikt
- 1936 – Vi vil oss et land...
- 1942 – Den farlige leken
- 1963 – Vildanden
- 1966 – Svält